# Aouzou (département)
Le département d'Aouzou est l'un des quatre départements composant la province du Tibesti au Tchad. Son chef-lieu est Aouzou.

## Communes
Le département d'Aouzou compte trois communes :
- Aouzou,
- Oumou,
- Guizendo.

## Histoire
Le département d'Aouzou a été créé par l'ordonnance n° 038/PR/2018 portant création des unités administratives et des collectivités autonomes du 10 août 2018.
Il correspond à une partie du département du Tibesti Est de 2008.

## Administration
Préfets d'Aouzou (depuis 2018)
- nd.